# Watertoren (Borssele)
De watertoren in Borssele, in de Nederlandse provincie Zeeland, is ontworpen door architect Carl Francke en werd gebouwd in 1913.
De watertoren had een hoogte van 37,90 meter en één waterreservoir van 250 m³.
In 1945 is de toren vernietigd.
Anna Jacobapolder ·
Axel ·
Borssele ·
Domburg ·
Goes
('s Gravenpolderseweg ·
van Hertumweg) ·
Haamstede ·
Middelburg ·
Oost-Souburg ·
Oostburg
(Oude ·
Nieuwe) ·
Scherpenisse ·
Sint Philipsland ·
Terneuzen ·
Vlissingen ·
Zierikzee